# Euacidalia nitipennis
Euacidalia nitipennis là một loài bướm đêm trong họ Geometridae.